# Bad Boy Records
Bad Boy Records este o casă de discuri americană fondată în anul 1993.